# Planeur ultra léger
 (novembre 2024).
Si vous disposez d'ouvrages ou d'articles de référence ou si vous connaissez des sites web de qualité traitant du thème abordé ici, merci de compléter l'article en donnant les références utiles à sa vérifiabilité et en les liant à la section « Notes et références ».
 (novembre 2024).
La définition du planeur ultra léger (en abrégé : PUL) est variable selon les pays.
Pour la FAI (Fédération Aéronautique Internationale), il est défini par une masse maximum en vol de 220 kg.[réf. souhaitée]
Le parapente, le deltaplane, l'Archaeopteryx et le Swift sont des planeurs ultra légers.[réf. souhaitée]

## PUL par pays

### France
En France, c'est un terme administratif.